# Експоненційний розпад

Експоненційний розпад речовини. Більша стала розпаду — швидше зникає речовина. Графік показує розпад для сталих (λ) of 25, 5, 1, 1/5 і 1/25 для x від 0 to 5.

Речовина розпадається експоненційно якщо швидкість розпаду пропорційна кількості речовини. Символьно цей процес можна виразити через диференціальне рівняння, де N це кількість речовини й λ це додатний темп відомий як стала розпаду або радіоактивна стала:
{\displaystyle {\frac {dN}{dt}}=-\lambda N.}
Розв'язком цього рівняння (див. виведення нижче) є:
Зміна з експоненційною швидкістю:
{\displaystyle N(t)=N_{0}e^{-\lambda t}.\,}
Тут N(t) — t і N0 = N(0) — це початкова кількість, тобто кількість на час t = 0.

## Вимірювання швидкості розпаду

### Середня тривалість життя
Якщо речовина, що розпадається, N(t), це кількість окремих елементів в певній множині, можливо підрахувати середній час поки елемент залишається у множині. Його називають середньою тривалістю життя і можна показати, що вона пов'язана зі швидкістю розпаду, λ, так:
{\displaystyle \tau ={\frac {1}{\lambda }}.}
Середню тривалість життя можна розглядати як коефіцієнт масштабування часу, бо ми можемо записати рівняння експоненційного розпаду в термінах середньої тривалості життя, τ, замість сталої розпаду, λ:
{\displaystyle N(t)=N_{0}e^{-t/\tau }.\,}
ми можемо бачити, що τ це час за який сукупність зменшилась в 1/e = 0.367879441 разів.
Наприклад, якщо початкова кількість, сукупність збірки, N(0), становить 1000, тоді в час τ, сукупність, N(τ), становитиме 368.
Дуже схоже рівняння ми побачимо нижче, воно випливає коли замість e вибрати 2 як базу показникової функції. У цьому випадку отримаємо період напіврозпаду.

### Період напіврозпаду
Для багатьох людей інтуїтивнішою характеристикою експоненційного розпаду є час потрібний, щоб кількість речовини, що розпадається, зменшилась вдвічі. Цей час відомий як період напіврозпаду, і часто позначається символом t1/2.  Період напіврозпаду можна записати в термінах сталої розпаду або середньої тривалості життя як:
{\displaystyle t_{1/2}={\frac {\ln(2)}{\lambda }}=\tau \ln(2).}
Коли вставити цей вираз у {\displaystyle \tau } в показниковому рівнянні вище і врахувати ln 2 в базі, рівняння переходить у:
{\displaystyle N(t)=N_{0}2^{-t/t_{1/2}}.\,}
Отже, обсяг матеріалу, що залишився є 2−1 = 1/2 піднесений до (цілого або дрібного) числа періодів напіврозпад, які минули. Таким чином, після трьох таких періодів залишиться 1/23 = 1/8 від стартової кількості.
Звідси, середня тривалість життя {\displaystyle \tau } дорівнює періоду напіврозпаду розділеному на натуральний логарифм 2 або:
{\displaystyle \tau ={\frac {t_{1/2}}{\ln 2}}\approx 1.44\cdot t_{1/2}.}
Наприклад, період напіврозпаду полонію-210 становить 138 днів, а середня тривалість життя 200 днів.

## Розв'язування диференціального рівняння
Рівняння, яке описує експоненційний розпад таке
{\displaystyle {\frac {dN}{dt}}=-\lambda N}
або, відокремлюючи змінні,
{\displaystyle {\frac {dN}{N}}=-\lambda dt.}
І далі інтегруючи
{\displaystyle \ln N=-\lambda t+C\,}
де C — стала інтегрування, і отже
{\displaystyle N(t)=e^{C}e^{-\lambda t}=N_{0}e^{-\lambda t}\,}
де кінцеву заміну, N0 = eC, отримуємо через використання t = 0, бо N0 визначено як кількість речовини в t = 0.
Ця форма рівняння найчастіше використовується для опису експоненційного розпаду. Будь-що зі сталої розпаду, середня тривалість життя або період напіврозпаду достатньо для описання розпаду. Символ λ для сталої розпаду є слідом звичайного запису власного значення. У цьому випадку, λ є власним значенням мінус диференціального оператора з N(t) як відповідною власною функцією. Одиницями вимірювання сталої розпаду є с−1.

### Отримання середньої тривалості життя
Маючи набір елементів, число яких зрештою зменшуються до нуля, середня тривалість життя, {\displaystyle \tau }, це математичне сподівання часу необхідного для того, щоб об'єкт покинув набір.  Конкретно, якщо особиста тривалість життя елемента набору це час між деяким часом відліку і видаленням елементу з набору, тоді середня тривалість життя це просто середнє арифметичне окремих тривалостей життя.
Починаючи з формули
{\displaystyle N=N_{0}e^{-\lambda t},\,}
ми спершу введемо нормалізаційний множник c для переходу до густини ймовірності:
{\displaystyle 1=\int _{0}^{\infty }c\cdot N_{0}e^{-\lambda t}\,dt=c\cdot {\frac {N_{0}}{\lambda }}}
або після перебудови
{\displaystyle c={\frac {\lambda }{N_{0}}}.}
Ми бачимо, що експоненційний розпад це помножений на скаляр експоненційний розподіл (тобто тривалість життя кожного об'єкта розподілена експоненційно), який має добре відоме математичне сподівання.  Ми можемо обчислити його тут через використання інтегрування частинами.
{\displaystyle \tau =\langle t\rangle =\int _{0}^{\infty }t\cdot c\cdot N_{0}e^{-\lambda t}\,dt=\int _{0}^{\infty }\lambda te^{-\lambda t}\,dt={\frac {1}{\lambda }}.}

### Розпад двома або більше процесами
Речовина може розпадатись через два чи більше процеси розпаду одночасно. Звичайно, ці процеси (відомі як «типи розпаду», «канали розпаду», «шляхи розпаду» і т.д.) мають різні ймовірності відбуття і, отже, відбуваються з різними швидкостями й різними періодами напіврозпаду одночасно. Загальна швидкість розпаду речовини N задається через суму шляхів розпаду; звідси, у випадку двох процесів:
{\displaystyle -{\frac {dN(t)}{dt}}=N\lambda _{1}+N\lambda _{2}=(\lambda _{1}+\lambda _{2})N.}
Розв'язок для цього рівняння наведено у попередньому розділі, де сума {\displaystyle \lambda _{1}+\lambda _{2}} трактується як нова загальна стала розпаду {\displaystyle \lambda _{c}}.
{\displaystyle N(t)=N_{0}e^{-(\lambda _{1}+\lambda _{2})t}=N_{0}e^{-(\lambda _{c})t}.}